# ولس، مهرشترا
ولس، مهرشترا (به انگلیسی: Velas, Maharashtra) یک روستا در هند است که در Ratnagiri district واقع شده‌است.